# DV-Camcorder
Als DV-Camcorder bezeichnet man Camcorder, die zur Speicherung von Video das DV-Format (Digital Video-Format) verwenden. Dieser Standard löste die analoge Kamerageneration ab, die in Hi8, Video8, VHS-C, S-VHS-C, zu Anfang auch in VHS, Video aufzeichnete. Im Amateurbereich handelt es sich um die letzte Generation an Camcordern, die auf Magnetband aufzeichnet.
DV-Camcorder verfügen meist über eine digitale Verbindungsmöglichkeit (meist FireWire oder aber USB 2.0). Über diese können die aufgenommenen Videodaten verlustfrei (d. h. im DV-Format selbst) an einen Computer oder einen anderen Cam- oder Videorecorder überspielt werden und je nach Geräteausstattung nach einer Bearbeitung (z. B. Schnitt oder Titel) zwecks Archivierung auch wieder auf die Bandkassette im ersten Camcorder zurückübertragen werden. Lediglich wenn Effekte, Titeleinblendungen o. ä. angewandt werden, muss das Video am Computer neu komprimiert werden.
Die meisten DV-Camcorder wurden für den Consumer-Bereich hergestellt und sind klein und handlich. Das hier verwendete Kassettenformat war meist DV oder Mini-DV. Es gab und gibt aber auch semiprofessionelle DV-Camcorder für ambitionierte Filmer und professionelle DV-Camcorder für den Einsatz in der Nachrichtenberichterstattung, die als Schulterkameras ausgeführt sind. Diese professionellen DV-Camcorder zeichnen meist auf DVCAM auf; insgesamt ergibt sich eine höhere Bildqualität bei gleicher Beschaffenheit des aufgezeichneten Signals. Der Unterschied liegt meist in der Verwendung von drei statt einem Farbchip, besserer Optik, sowie neben automatischer auch manuellen Einstellungsmöglichkeiten.
Die DV-Camcorder wie auch das DV-Format selbst wurden in den Jahren ab ca. 2010 schrittweise durch Camcorder mit Solid-State-Speichermedien wie SD-Karten abgelöst. Kein Hersteller produziert inzwischen (Stand: 2022) mehr DV-Camcorder. Im Amateurbereich nehmen DV-Camcorder heutzutage eine vergleichbare Rolle ein wie andere auf obsoleten Formaten basierende Camcorder (z. B. VHS-Camcorder).